# André Francquenelle

a Compétitions nationales et continentales officielles uniquement.

b Matchs officiels uniquement.
André Francquenelle de son vrai nom Désiré Antoine Francquenelle, né le 15 août 1889 à Rochefort-sur-Mer et mort le 11 juillet 1965 à Clermont-Ferrand, est un joueur de rugby à XV et athlète français évoluant au poste de trois-quarts centre. Il devient entraîneur après sa carrière de joueur.

## Biographie
André Francquenelle joue comme trois-quart centre au club parisien du Sporting Club Vaugirard. Il connaît trois sélections en équipe de France en 1911 et 1913. Sa carte d'international porte le numéro 65. Sportif complet, il pratique également le saut à la perche. Il obtient notamment un titre de champion de France de la discipline en 1919 et participe aux Jeux olympiques d'été de 1920, terminant 10e avec une hauteur de 3,40 m,. Professeur d'EPS, instructeur à l'École de Joinville et de l'École polytechnique, il œuvre pendant 15 ans dans son club à Paris avant d'être recruté par Marcel Michelin en 1924, pour assurer la direction sportive générale de l'ASM et encadrer les joueurs montferrandais.
Dès la première saison, le succès est au rendez-vous. Secondé par le capitaine Louis Puech, il emmène l'équipe, composée également de Michel Boucheron et de Joseph Marmayou, jusqu'au titre de championnat de France Honneur et à l'accession en élite en 1925. Au fil de 33 années de service, ponctuées par trois finales en Du Manoir (dont une victoire en 1938) et deux finales de championnat, en 1936 et 1937, Le Sioux devient un personnage emblématique de l'ASM. C'est moins le palmarès que l'inlassable travail de fond accompli au sein du club qui lui valent cette aura. Au four et au moulin jusqu'en 1953, c'est alors l'ancien pilier Henri Gibert qui vient l'épauler dans la préparation de l'équipe, et au début de la saison 1956/1957, Le Sioux annonce son prochain retrait. Pour la saison suivante, la supervision technique est confiée à Noël Rochat et Maurice Savy, l'entraînement à Robert Vigier. Après cette période, André Francquenelle prodigue ses conseils à l'US Issoire et organise une école pour les débutants au Clermont Université Club.

## Palmarès

### En tant qu'athlète
- Champion de France de saut à la perche en 1919

### En tant qu'entraîneur
- Vainqueur du championnat de France Honneur en 1925
- Vainqueur du Challenge Yves du Manoir en 1938

### Personnel
- Médaillé d'or de l'AS Montferrand en 1957
- Chevalier de la Légion d'honneur en 1957[2]